# Graye-et-Charnay
Graye-et-Charnay é uma comuna francesa na região administrativa de Borgonha-Franco-Condado, no departamento de Jura. Estende-se por uma área de 6,31 km². Em 2010 a comuna tinha 142 habitantes (densidade: 22,5 hab./km²).